# BR-146
Pour les articles homonymes, voir Route 146.

La BR-146 est une route fédérale du Brésil. Son point de départ se situe à Patos de Minas, dans l'État du Minas Gerais, et elle s'achève à Bragança Paulista, dans l'État de São Paulo. Elle traverse les États du Minas Gerais et de São Paulo. 
Elle comporte des tronçons encore non construits dans le Minas Gerais entre Araxá et Tapira (environ 63 km) et Bom Jesus da Penha et Guaxupé (environ 52 km), et sur tout le tronçon de l'État de São Paulo, entre Andradas (Minas Gerais) et Bragança Paulista. 
Elle dessert, entre autres villes :
- Araxá (Minas Gerais)
- Tapira (Minas Gerais)
- Bom Jesus da Penha (Minas Gerais)
- Guaxupé (Minas Gerais)
- Poços de Caldas (Minas Gerais)

Elle est longue de 678,7 km (y compris les tronçons non construits).